# André Breton
André Breton (Tinchebray, 19 de febrero de 1896-París, 28 de septiembre de 1966) fue un escritor, poeta, ensayista y teórico francés del surrealismo, reconocido como el fundador y principal exponente de este movimiento.

## Biografía
De origen modesto, comenzó a estudiar medicina desoyendo las presiones familiares (sus padres querían que fuera ingeniero). Movilizado en Nantes, durante la Primera Guerra Mundial, en 1916, conoció a Jacques Vaché, que ejerció sobre él una gran influencia, a pesar de haber escrito únicamente cartas de guerra. Entra en contacto con el mundo del arte, primero a través de Paul Valéry y después del grupo dadaísta en 1916. 
Durante la guerra trabajó en hospitales psiquiátricos, donde estudió las obras de Sigmund Freud (a quien visitaría personalmente en octubre de 1921) y sus experimentos con la escritura automática (escritura libre de todo control de la razón y de preocupaciones estéticas o morales), lo cual influyó en su formulación de la teoría surrealista. Se convirtió en pionero de los movimientos antirracionalistas conocidos como dadaísmo y surrealismo. En 1920 publicó su primera obra Los campos magnéticos, en colaboración con Philippe Soupault, en la que exploraba las posibilidades de la escritura automática. Al año siguiente rompió con Tristan Tzara, el fundador del dadaísmo.

Fotomatón de André Breton (1924)

Fundó con Louis Aragon y Philippe Soupault la revista Littérature. En 1924 escribió Manifiesto del surrealismo y a su alrededor se formó un grupo compuesto por Philippe Soupault, Louis Aragon, Paul Éluard, René Crevel, Michel Leiris, Robert Desnos, Benjamin Péret, deseosos de llegar al «Cambiar la vida» de Rimbaud y «Transformar el mundo» de Marx. «El surrealismo se basa en la creencia en la realidad superior de ciertas formas de asociación desdeñadas hasta la aparición del mismo y en el libre ejercicio del pensamiento. Tiende a destruir definitivamente todos los restantes mecanismos psíquicos y a sustituirlos en la resolución de los principales problemas de la vida». En este manifiesto además se asientan las bases del automatismo psíquico como medio de expresión artística que surge sin la intervención del intelecto. 
Muy pronto el movimiento se acerca a la política y en 1927 Aragon, Éluard y Breton se afilian al Partido Comunista. En 1928 publica en París Le surréalisme et la peinture. Con la publicación del Segundo manifiesto surrealista (1929) llegó la polémica: Breton, líder del movimiento surrealista, concretaba la noción de surrealismo y afirmaba que debía caminar junto a la revolución marxista. En 1931, se unió a varios amigos escritores (René Char, Louis Aragon, Paul Éluard, etc.) en un ataque frontal a la Exposición Colonial Internacional, que describieron como un "carnaval de esqueletos". Exigen "la evacuación inmediata de las colonias" y la celebración de un juicio por los "crímenes cometidos". Sin embargo en 1935 abandona el partido al confirmar la imposibilidad de conciliar la búsqueda de la libertad absoluta de los surrealistas con el realismo socialista que veía al arte como instrumento de propaganda de sus postulados. 
Octavio Paz, que conoció a Breton cuando llegó a París en 1946, cuenta que el fundador del surrealismo tenía dos caras. Por un lado era una persona tremendamente vitalista, honesta y de gran simpatía personal, por el otro muy intransigente; no en vano se ganó el apodo de "papa del surrealismo" por la obcecación con la que defendía los principios del movimiento y castigaba con la expulsión a aquellos que se desviaban de su principios morales o artísticos. Entre los expulsados se encuentran Roger Vitrac, Philippe Soupault, Antonin Artaud, Robert Desnos y Salvador Dalí, al que llama "Ávida Dollars" (anagrama de su nombre). Marcel Duchamp le dedica estas palabras: “No he conocido a ningún hombre que tuviera mayor capacidad de amor, mayor poder de amar la grandeza de la vida, y no se entenderían sus odios si no fuera porque con ellos protegía la cualidad misma de su amor por la vida, por lo maravilloso de la vida. Breton amaba igual que late un corazón. Era el amante del amor en un mundo que cree en la prostitución. Ese es su signo”.
La vanguardia española le citó en revistas como Alfar, Grecia, Hélix, Terramar o Art, y en 1922, con motivo de la exposición de Francis Picabia en las Galerías Dalmau, estuvo en España. En 1932 escribe Los vasos comunicantes y el libro de poesías La Inmaculada Concepción junto a Paul Éluard. En 1935 visitó Tenerife para asistir a la Exposición Surrealista organizada por la revista Gaceta de Arte, dirigida por Eduardo Westerdahl, lo que supuso un hito en la historia de la creación cultural en Canarias. Sobre esta experiencia escribió el relato Le château étoilé (1935).
En 1934 contrajo matrimonio con Jacqueline Lamba, inspiradora de El amor loco. Dos años después nace su hija Aube. Su obra más creativa es Nadja, en parte autobiográfica. En 1937 inaugura la galería "Gradiva" en la calle de Seine, viaja a México donde Diego Rivera le presenta a su admirado Trotski y Breton redacta conjuntamente con Diego Rivera el Manifiesto por un arte revolucionario independiente en julio de 1938.
En 1941 se embarca en el Capitaine-Paul-Lemerle hacia Martinica huyendo de la ocupación nazi, donde es internado en un campo. Estuvo en una galera repleta de hombres, mujeres y niños, además iba en un lugar más cómodo del barco Claude Lévi-Strauss, con quien mantuvo una durable amistad por correspondencia en la que discutían sobre estética y originalidad absoluta. Durante la década viajó a Santo Domingo, donde ejerció fuerte influencia en los escritores jóvenes y donde participaba en tertulias de intelectuales en la casa de la pareja de inmigrantes alemanes Erwin Walter Palm e Hilde Domin. Liberado bajo fianza llega a Nueva York para un exilio que durará cinco años y publica los Prolegómenos a un tercer manifiesto o no, conocido también como Tercer manifiesto surrealista.
Un año después funda en la ciudad estadounidense de Nueva York la revista VVV. Es en esa ciudad donde conocerá en 1943 a su nueva esposa, la chilena Elisa Bindhoff Enet. Al comienzo de la Segunda Guerra Mundial, vigilado por el gobierno de Vichy, se refugió en América; volvió a París en 1946. En 1956 funda una nueva publicación, Le Surrealisme Même, siguiendo hasta su muerte en 1966 animando al grupo surrealista. Poco antes de morir, decía a Luis Buñuel, hoy nadie se escandaliza, la sociedad ha encontrado maneras de anular el potencial provocador de una obra de arte, adoptando ante ella una actitud de placer consumista. Murió en la mañana del 28 de septiembre de 1966, en el hospital Lariboisière (París). Fue enterrado en el cementerio de Batignolles, a pocos metros de la tumba de su amigo Benjamin Péret. Su poesía, recopilada en Poemas (1948), revela la influencia de los poetas Arthur Rimbaud, Stéphane Mallarmé, Paul Valéry y Guillaume Apollinaire, entre otros.

## Obras

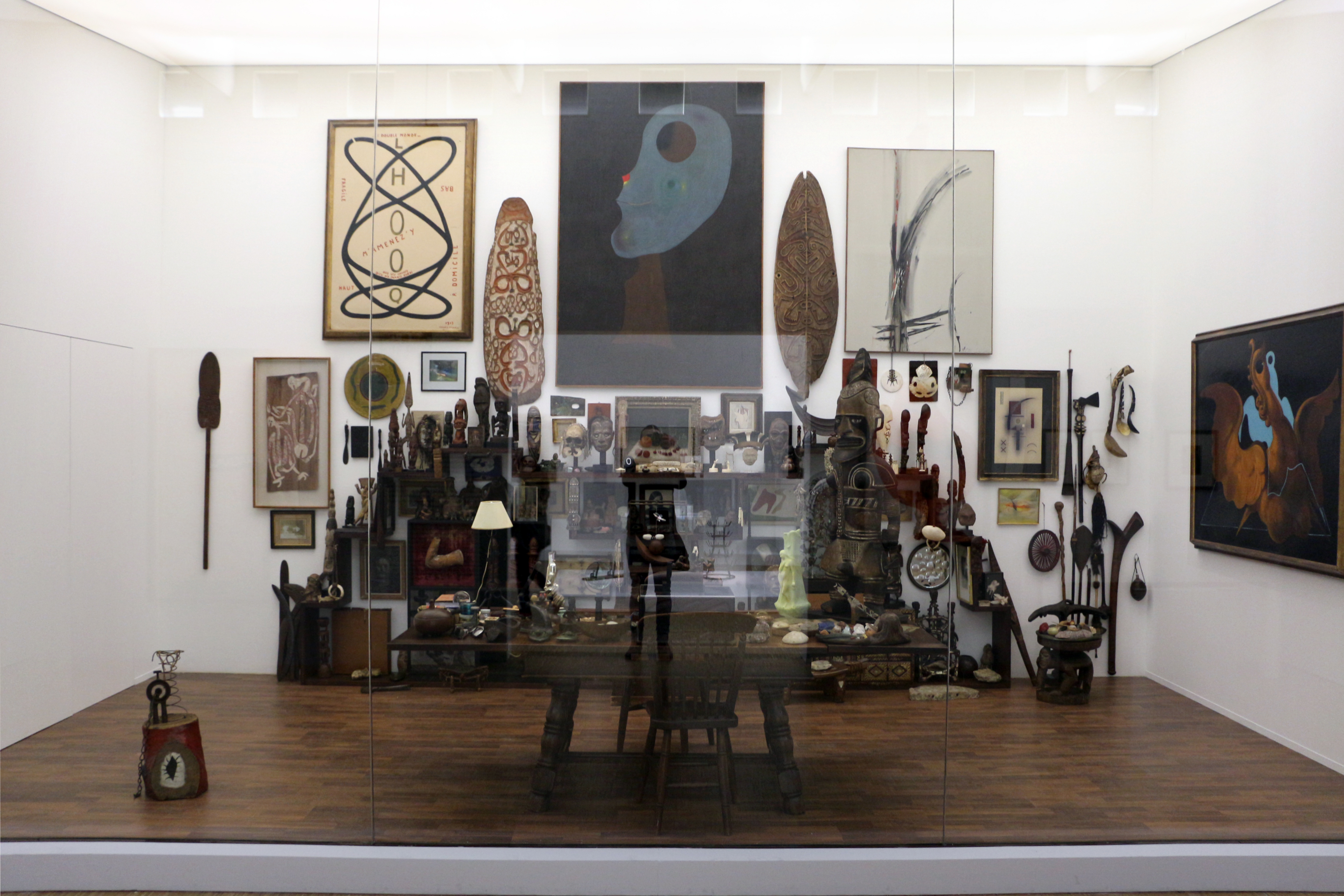
Reconstrucción del estudio de André Breton.

- 1919: Mont de Piété (Monte de piedad)
- 1920: S'il Vous Plaît (Por favor)
- 1920: Les Champs magnétiques (con Philippe Soupault, Los campos magnéticos)
- 1923: Clair de terre (Claro de tierra)
- 1924: Les Pas perdus (Los pasos perdidos)
- 1924: Manifeste du surréalisme (Manifiesto del surrealismo)
- 1924: Poisson soluble (Pez soluble)
- 1924: Un Cadavre (Un cadáver)
- 1926: Légitime défense (Legítima defensa)
- 1928: Le Surréalisme et la peinture (El surrealismo y la pintura)
- 1928: Nadja (Nadja)
- 1930: Ralentir travaux (con René Char y Paul Éluard, Ralentizar el trabajo)
- 1930: Deuxième Manifeste du surréalisme (Segundo manifiesto del surrealismo)
- 1930: L'Immaculée Conception (con Paul Éluard, La Inmaculada Concepción)
- 1931: L'Union libre (La unión libre)
- 1932: Misère de la poésie (Miseria de la poesía)
- 1932: Le Revolver à cheveux blancs (El revólver de cabellos blancos)
- 1932: Les Vases communicants (Los vasos comunicantes)
- 1933: Le Message automatique (El mensaje automático)
- 1934: Qu'est-ce que le Surréalisme? (¿Qué es el surrealismo?)
- 1934: Point du Jour (Amanecer)
- 1934: L'Air de l'eau (El aire del agua)
- 1935: Position politique du surréalisme (Posición política del surrealismo)
- 1936: Au Lavoir noir (Al lavadero negro)
- 1936: Notes sur la poésie (con Paul Éluard, Apuntes sobre poesía)
- 1937: Le Château étoilé (El castillo estrellado)
- 1937: L'Amour fou (El amor loco)
- 1938: Trajectoire du rêve (Trayectoria del sueño)
- 1938: Dictionnaire abrégé du surréalisme (con Paul Éluard, Diccionario abreviado del surrealismo)
- 1938: Pour un art révolutionnaire indépendant (con León Trotski y Diego Rivera, Manifiesto por un arte revolucionario independiente)
- 1940: Anthologie de l'humour noir (Antología del humor negro)
- 1941: "Fata Morgana" (Un largo poema incluido en antologías posteriores)
- 1943: Pleine Marge (Pleno margen)
- 1944: Arcane 17 (Arcano 17)
- 1945: Le Surréalisme et la peinture (El surrealismo y la pintura)
- 1945: Situation du surréalisme entre les deux guerres (Situación del surrealismo entre las dos guerras)
- 1946: Yves Tanguy
- 1946: Les Manifestes du surréalisme (Los manifiestos del surrealismo)
- 1946: Young Cherry Trees Secured against Hares – Jeunes cerisiers garantis contre les lièvres (Cerezos jóvenes asegurados contra liebres, edición bilingüe de poemas traducido por Edouard Roditi)
- 1947: Ode à Charles Fourier (Oda a Charles Fourier)
- 1948: Martinique, charmeuse de serpents (Martinica, encantadora de serpientes)
- 1948: La Lampe dans l'horloge (La lámpara en el reloj)
- 1948: Poèmes 1919-48 (Poemas 1919-48)
- 1949: Flagrant délit (Delito flagrante)
- 1952: Entretiens (Entrevistas)
- 1953: La Clé des Champs (La llave de los campos)
- 1954: Farouche à quatre feuilles (con Lise Deharme, Julien Gracq, Jean Tardieu, Trébol de cuatro hojas)
- 1955: Les Vases communicants (Los vasos comunicantes, edición ampliada)
- 1955: Les Manifestes du surréalisme (Los manifiestos del surrealismo, edición ampliada)
- 1957: L'Art magique (El arte mágico)[8][9][10][11][12][13][14][15][16][17]
- 1959: Constellations (con Joan Miró, Constelaciones)
- 1961: Le la (El la)
- 1962: Les Manifestes du surréalisme (Los manifiestos del surrealismo, edición ampliada)
- 1963: Nadja (Nadja, edición ampliada)
- 1965: Le Surréalisme et la peinture (El surrealismo y la pintura, edición ampliada)
- 1966: Anthologie de l'humour noir (Antología del humor negro, edición ampliada)
- 1966: Clair de terre (Claro de tierra, antología de poemas 1919-1936)
- 1968: Signe ascendant (Signo ascendente, antología de poemas 1935-1961)
- 1970: Perspective cavalière (Perspectiva desenfadada)
- 1988: Breton: Oeuvres complètes, tome 1 (Breton: Obras completas, volumen 1)
- 1992: Breton: Oeuvres complètes, tome 2 (Breton: Obras completas, volumen 2)
- 1999: Breton: Oeuvres complètes, tome 3 (Breton: Obras completas, volumen 3)